# جان دوبويسون
جان دوبويسون Jean Dubuisson (18 سبتمبر 1914 - 22 أكتوبر 2011) كان مهندسًا معماريًا فرنسيًا، يُعتبر أحد الممارسين الرائدين في سنوات ما بعد الحرب العالمية الثانية الفرنسية. 
ولد جان رينيه جوليان دوبويسون في ليل بفرنسا. وهو ابن المهندس المعماري إميل دوبويسون (1873-1947).
حصل على جائزة روما الكبرى الثانية في عام 1943 والجائزة الكبرى الأولى في روما في عام 1945، وبعد ذلك عاش في روما، وفي فيلا ميديشي، وفي أثينا من عام 1946 إلى عام 1949. وبعد عودته إلى فرنسا، شارك في إعادة بناء فرنسا بعد الدمار الهائل الذي تعرضت له خلال الحرب العالمية الثانية.